# Vladimir Chileïko
Vladimir Casimorovitch Chileïko, en russe : Владимир Казимирович Шилейко (prénoms de baptême véritables : Вольдемар Георг Анна-Мария), né le 2 février (ancien style) 14 février (nouveau style) 1891 à Peterhof et mort de tuberculose le 5 octobre 1930 à Moscou, est un poète et assyriologue russe qui fut membre de la Société impériale orthodoxe de Palestine et qui fut le deuxième époux de la poétesse Anna Akhmatova.

## Biographie
Chileïko est l'aîné d'une famille de cinq enfants, dont le père de confession catholique, Kazimir Donatovitch Chileïko, ancien lieutenant à la retraite, puis fonctionnaire, avait étudié pendant deux ans l'archéologie à l'institut archéologique de Saint-Pétersbourg et fait naître semble-t-il la vocation de son fils. Le jeune garçon commence en effet à étudier l'hébreu à l'âge de sept ans., et au lycée - qu'il termine en 1909 avec la médaille d'or - il se passionne pour le grec et le latin. Il correspond même avec le British Museum.
Il entre en 1909 à l'université de Saint-Pétersbourg, mais deux ans plus tard il doit interrompre ses études à cause des premiers symptômes de la tuberculose qui allait l'emporter. Il retroune toutefois à l'université en 1913. Il étudie l'assyriologie sous la direction des professeurs Pavel Kokovtsov et Boris Touraïev. Il correspond en français avec François Thureau-Dangin et d'autres, et fait paraître des articles dans des revues savantes européennes.
En plus de ses recherches universitaires, Chileïko compose des poèmes proches de l'acméisme qu'il publie dans différentes revues de poésie. Il traduit aussi des poèmes akkadiens et sumériens. Il épouse en 1918 la poétesse Anna Akhmatova, divorcée de Nikolaï Goumilev. Mais les époux se séparent en 1922. La séparation n'est cependant officiellement prononcée qu'en 1926. Ils continuent de correspondre jusqu'à la mort de Chileïko. Celui-ci épouse en 1926 Véra Constantinovna Andreïeva (1888-1974) dont il a un fils, Alexeï, en 1927. Chileïko enseigne à l'université de Leningrad, puis il meurt de tuberculose à Moscou en 1930, n'ayant pas atteint l'âge de quarante ans.

## Sumérologie
Dans sa monographie intitulée Inscriptions votives des dirigeants sumériens (Вотивные надписи шумерийских правителей) publiée en 1915 à Petrograd, Chileïko alors âgé de vingt-quatre ans étudie trente-cinq inscriptions dédicatoires de la collection de Nikolaï Likhatchev sur des pierres et des tablettes d'argile ordonnées par onze dirigeants sumériens. On ne peut que s'étonner du courage de ce jeune érudit qui, largement autodidacte en sumérologie, a démontré au monde savant le fruit de ses travaux. Cependant trois textes sont vraiment uniques, les autres portant un texte standardisé, et les plus importants ayant déjà été traduits par des spécialistes occidentaux. L'édition de Chileïko montre avec minutie les dessins des inscriptions en signes cunéiformes sumériens et expose, notamment dans la préface, les étapes importantes de la civilisation sumérienne en corrélation avec les descriptions d'Eduard Meyer dans son Histoire du monde antique.
D'abord, il marque une limite chronologique qui est la seconde moitié du Ve millénaire av. J.-C., comme véritable commencement de la civilisation sumérienne. Ensuite Chileïko ouvre un point de discussion avec Eduard Meyer à propos de l'influence sémitique dans la civilisation sumérienne. Le sémitologue et égyptologue Eduard Meyer avait en effet défendu le point de vue selon lequel le développement de cette civilisation mésopotamienne était le fait de sémites akkadiens et babyloniens. Chileïko met cette thèse en doute ayant trouvé des preuves concernant les priorités culturelles de cette civilisation. Il démontre qu'en langue sémitique de la Mésopotamie il existe plus de deux cents mots empruntés à la langue sumérienne et que les signes cunéiformes représentent des visages imberbes à cheveux courts, alors que les Sémites sont représentés avec des barbes. De plus le nom des dieux et des emplois sacerdotaux sont nommés en sumérien et  ne portent aucune influence sémitique. En conclusion à ce débat, Chileïko met en question de façon exhaustive le terme de « Sumer » démontrant que d'âge en âge le sens géographique de ce terme a été sujet à divers changements.
En s'appuyant sur une grande quantité de textes publiés, l'auteur détermine aussi la durée de règne de chacun des souverains, la chronologie de chacune des dynasties urbaines et lève des hypothèses historiques à propos de faits importants.
Avec l'aide de spécialistes français avec lesquels il est en correspondance, Chileïko prouve que le souverain de Lagash, Lougabanda, n'a pas été tué; mais qu'au contraire il s'est attribué le titre de « grand souverain » (ensigalia) avec un grand domaine et qu'il y est mort une année plus tard.
Une deuxième hypothèse est levée par Chileïko, lorsqu'il parvient à la conclusion, à l'inverse d'Eduard Meyer, que ce n'est pas la deuxième dynastie d'Ourouk qui a mis fin à la dynastie d'Akkad, mais l'invasion des Koutis qui ont soumis toute la région à leur pouvoir. C'est en comparant des inscriptions relatives à la livraison de marchandises à l'époque de la domination des Koutis avec entre autres des tablettes d'argile l'année de la destruction d'Ourouk que Chileïko fait cette découverte. Lorsque les Koutis gouvernent après la destruction d'Akkad, Ourouk n'est plus qu'une ville de second ordre. Les marchandises ainsi livrées dont il étudie la liste s'avèrent être un tribut que la ville d'Ourouk doit livrer à la nouvelle dynastie dont les souverains portent le titre de lougal.
Toutes ces découvertes et hypothèses ont été ensuite confirmées par Igor Diakonov et Vassili Struve.

## Œuvre

### L'Épopée de Gilgamesh
L''Épopée de Gilgamesh a été traduite en russe pour la première fois par Nikolaï Goumilev en 1919. Cependant, il ne la traduit par de l'akkadien, mais du français dans la version de Paul Dhorme. C'est Chileïko qui, après avoir consulté Goumilev (premier époux de sa future femme), en fait la première traduction de l'akkadien,en deux parties: L'Épopée assyro-babylonienne (1918-1920) est publiée en 1933 dans une version incomplète et seulement en 2007 pour sa version intégrale avec des commentaires. Les manuscrits de la traduction de L'Épopée de Gilgamesh sont perdus avant la mort de Chileïko en 1930, mais son étudiant Igor Diakonov (1914-1999), à partir de ses notes parvient à la reconstituer et à la compléter.

### Enuma Elish
Le cycle poétique Enuma Elish a été traduit du mésopotamien ancien par Smith en 1876. Chileïko est le premier à le traduire en russe dans la décennie 1910-1920.

### Quelques publications
- Inscriptions votives des dirigeants sumériens, Petrograd, 1915.
- L'Épopée assyro-babylonienne, traductions du sumérien et de l'akkadien, éd. V. V. Emelianov, Saint-Pétersbourg, Naouka, 2007.
- À travers le temps (Через время) //  éd. Académie d'informatisation internationale (Международной академии информатизации), Moscou, 1994.  (ISBN 5-85768-015-8)
- Le Millième pas du vigile (Тысячелетний шаг вигилий), Tomsk, éd. Vodoleï («Водолей»), 1994.
- Annotations dans les champs (Пометки на полях), vers // Saint-Pétersbourg, éd. Ivan Limbach, 1999, publié par I.V. Platonova-Lozinskaïa, textes commentés et édités par A. G. Metz.
- Dernier amour (Последняя любовь), correspondance avec Anna Akhmatova et Véra Andreïeva, etc. // édition commentée et préparée par Alexeï et Tamara Chileïko, éd. Vagrius, Moscou, 2003,  (ISBN 5-264-00616-4)